# MLB Draft 1980
Der MLB Draft 1980 war der 16. Draft, der von der Major League Baseball veranstaltet wurde. An erster Stelle wurde Darryl Strawberry von den New York Mets ausgewählt. 

## Hintergrund
Der Draft 1980 war vor allem von der Wahl Darryl Strawberrys an erster Stelle durch die New York Mets gekennzeichnet, welcher einer der skandalträchtigsten Spieler in der Geschichte der Major League Baseball wurde. Neben seinen sportlichen Erfolgen wie der achtmaligen Teilnahme am MLB All-Star Game und dem vierfachen Gewinn der World Series fiel er immer wieder mit Drogenskandalen und körperlicher Gewalt auf, woraufhin er mehrfach von der MLB für längere Zeit gesperrt wurde. Mit Kelly Gruber von den Cleveland Indians und Glenn Wilson von den Detroit Tigers wurden zudem zwei weitere All-Star-Spieler in der ersten Runde gedraftet. 
Weniger als Spieler denn als Trainer ist Terry Francona bekannt (22. Spieler, Montreal Expos). Francona ist seit 2004 Manager der Boston Red Sox und hat mit ihnen zwei World Series Titel errungen. Als Manager der Oakland Athletics machte sich Billy Beane (23. Spieler, New York Mets) einen Namen. Auch seine Aktivenkarriere war weniger erfolgreich.
Turner Gill, der in der zweiten Runde als insgesamt 36. Spieler von den Chicago White Sox ausgewählt wurde, wurde später professioneller Footballspieler und -trainer. Er war später unter anderem als Assistenztrainer der Green Bay Packers aus der National Football League aktiv. 

## Erstrundenwahlrecht
|  | = All-Star |  |  | = Baseball Hall of Famer |

| Pick | Spieler           | Mannschaft            | Position      | Schule                        |
| ---- | ----------------- | --------------------- | ------------- | ----------------------------- |
| 1    | Darryl Strawberry | New York Mets         | Outfield      | Crenshaw High School          |
| 2    | Garry Harris      | Toronto Blue Jays     | Shortstop     | Hoover High School            |
| 3    | Ken Dayley        | Atlanta Braves        | Pitcher       | University of Portland        |
| 4    | Mike King         | Oakland Athletics     | Pitcher       | Morningside College           |
| 5    | Jeff Pyburn       | San Diego Padres      | Outfield      | University of Georgia         |
| 6    | Darnell Coles     | Seattle Mariners      | Shortstop     | Eisenhower High School        |
| 7    | Jessie Reid       | San Francisco Giants  | First Base    | Lynwood High School           |
| 8    | Cecil Espy        | Chicago White Sox     | Outfield      | Point Loma High School        |
| 9    | Ross Jones        | Los Angeles Dodgers   | Shortstop     | University of Miami           |
| 10   | Kelly Gruber      | Cleveland Indians     | Shortstop     | Westlake High School          |
| 11   | Don Schulze       | Chicago Cubs          | Pitcher       | Lake Park High School         |
| 12   | Jeff Reed         | Minnesota Twins       | Catcher       | Joliet West High School       |
| 13   | Henry Powell      | Philadelphia Phillies | Catcher       | Pine Forest High School       |
| 14   | Tim Maki          | Texas Rangers         | Pitcher       | Carrol High School            |
| 15   | Don Collins       | St. Louis Cardinals   | Pitcher       | Ferguson High School          |
| 16   | Frank Wills       | Kansas City Royals    | Pitcher       | Tulane University             |
| 17   | Dennis Rasmussen  | California Angels     | Pitcher       | Creighton University          |
| 18   | Glenn Wilson      | Detroit Tigers        | Third Baseman | Sam Houston State University  |
| 19   | Ron Robinson      | Cincinnati Reds       | Pitcher       | Woodlake High School          |
| 20   | Rich Renteria     | Pittsburgh Pirates    | Shortstop     | South Gate High School        |
| 21   | Jim Acker         | Atlanta Braves        | Pitcher       | University of Texas at Austin |
| 22   | Terry Francona    | Montreal Expos        | Outfield      | University of Arizona         |
| 23   | Billy Beane       | New York Mets         | Outfield      | Mount Carmel High School      |
| 24   | John Gibbons      | New York Mets         | Catcher       | MacArthur High School         |
| 25   | Dion James        | Milwaukee Brewers     | Outfield      | McClatchy High School         |
| 26   | Jeff Williams     | Baltimore Orioles     | Outfield      | Princeton High School         |